# Oncideres fulvostillata
Oncideres fulvostillata là một loài bọ cánh cứng trong họ Cerambycidae.